# ルクセンブルク制憲議会
ルクセンブルク制憲議会（仏: L'assemblée constituante luxembourgeoise, ルクセンブルク語: D'Assemblée constituante）は、1848年にルクセンブルクで新憲法を起草し制定するために召集された制憲議会。
大公国は、1830年のベルギー独立革命以来、ネーデルラント連合王国から行政的に分離されていたものの、同君連合は維持されていた。最初の憲法はギヨーム2世（＝オランダ王ウィレム2世）の下で1841年に可決されたが、非常に保守的な文章であり、王＝大公の独裁政治が維持されていた。1848年革命の勃発で、ギヨーム2世は、リベラルの共鳴の高まりに直面し、君主制の保存を斟酌して、保守からリベラルに変えた。
3月24日、大公国の法令により、政府を保護する方法を調査するために15人からなる委員会の設立が求められた。3月30日、彼らは13票の賛成で（棄権2）、憲法を改正するために制憲議会を召集することに同意し、4月1日に王＝大公によって承認された。議会の選挙は1848年4月19日に行われた。議会は4月25日に初めて召集され、政府の仮説の席で、ルクセンブルク市のエテルブリュックは、革命的な雰囲気で危険過ぎると見なされた。4月29日、ルクセンブルク市まで戻り、直近に作られたルクセンブルク市庁舎を使った。
議会は6月23日に憲法を採択し、7月10日に王＝大公の同意を得た。採択された憲法は、ベルギー独立革命の間に国民会議によって起草されたリベラルなベルギー王国憲法に似ていた。唯一の実質的な違いは、上院が含まれていないことであり、王＝大公は新しい代議院の権力を監視するよう求めた。上院である、ルクセンブルク国務院は最終的に1856年に創設され、ギヨーム3世（＝オランダ王ウィレム3世）は議会の意向に反して保守的な新憲法を下した。
憲法は1848年8月1日に発効し、元総督ガスパール・テオドール・イグナス・ド・ラ・フォンテーヌによる新政府が、最初の議員選挙が行われるまで、政権を握った。選挙は1848年9月28日に行われた。議会は10月3日に会議を開き、ジャン＝ジャック・ウィルマーの下で恒久的な新政府が1848年12月8日に設立され、憲法の公布が完了した。